# Azerailles
Azerailles ist eine französische Gemeinde mit 770 Einwohnern (Stand: 1. Januar 2022) im Département Meurthe-et-Moselle in der Region Grand Est (bis 2015: Lothringen). Die Gemeinde gehört zum Arrondissement Lunéville und zum Kanton Baccarat. Die Einwohner werden Acervailliens genannt.

## Geographie
Azerailles liegt zwischen Lunéville und Saint-Dié am Fuß der Vogesen. Die Meurthe begrenzt die Gemeinde im Südwesten. Umgeben wird Azerailles von den Nachbargemeinden Hablainville im Norden und Nordosten, Brouville im Osten, Gélacourt im Osten und Südosten, Baccarat im Süden, Glonville im Süden und Südwesten sowie Flin im Westen.
Durch die Gemeinde verläuft die Route nationale 59.

## Bevölkerungsentwicklung
| Jahr                       | 1962 | 1968 | 1975 | 1982 | 1990 | 1999 | 2006 | 2019 |
| Einwohner                  | 832  | 846  | 844  | 798  | 792  | 819  | 833  | 755  |
| Quellen: Cassini und INSEE |      |      |      |      |      |      |      |      |

## Kultur und Sehenswürdigkeiten
- Kirche Saint-Laurent, 1954 erbaut